# Saint-Jean-des-Mauvrets
Saint-Jean-des-Mauvrets è un ex comune francese di 1 791 abitanti situato nel dipartimento del Maine e Loira nella regione dei Paesi della Loira. Dal 15 dicembre 2016 il comune è stato accorpato al comune di Juigné-sur-Loire per formare il nuovo comune di Les Garennes sur Loire.

## Società

### Evoluzione demografica
Abitanti censiti